# Mozilla Corporation
Mozilla Corporation（モジラ・コーポレーション、以降「コーポレーション」）は、Mozilla Foundation（以降「ファウンデーション」）の完全子会社である。オープンソースの多くの開発者と自社の開発者にコミュニティによってMozilla FirefoxやMozilla Thunderbirdのようなインターネット関連のソフトウェアを開発することを目的としている。コーポレーションはこれらの製品の宣伝も行なっている。非営利企業である親会社のファウンデーションとは異なり、コーポレーションは課税対象の企業である。多くの企業とは異なり、コーポレーションは収益を上げることを目的とはしておらず、収益をMozillaプロジェクトへ還元している。コーポレーションはファウンデーションの目標である「Internet for people, not profit」（利益ではなく、人々のためのインターネット）を目指して活動している。
mozillaZineの記事によれば、コーポレーションの設立に際して、コーポレーションはファウンデーションの完全子会社であり、収益の全てはMozillaプロジェクトに還元されること、株主が存在せずストックオプションも発行されず配当も支払われないこと、上場しないことから他社が乗っ取ったり買収することは不可能なこと、ファウンデーションが商標や知的財産権を保持してコーポレーションにライセンスを与えること、ファウンデーションがソースコードリポジトリを管理しチェックイン権限の付与を行なうこととされている。

## 歴史
コーポレーションは、ファウンデーションの収益に関する活動を扱うために2005年8月3日に設立された。非営利企業として、ファウンデーションは収益の形式や金額に制限があった。コーポレーションは課税対象企業であるから（経済活動には必須である）、ファウンデーションのような厳しい制限に従う必要がない。これによって、コーポレーションはファウンデーションの業務の一部を引き継ぐこととなった。具体的には世界的なフリーソフトウェア・コミュニティによるFirefoxやThunderbirdの開発や、他社との関係の管理である。
コーポレーションの設立により、ファウンデーションはMozillaプロジェクトと方針の管理に焦点を絞ることとなった。 2005年の冬、「Mozilla Firefox 1.5」のリリースと共に、コーポレーションのウェブサイトであるmozilla.comがmozilla.orgに代わってFirefoxとThunderbirdの新しいホームとなった。
2006年3月、ウェブログズの創設者であるジェイソン・カラカニスが自身のブログにおいて、コーポレーションが前年度7200万ドルの収益を上げ、その多くがFirefoxに搭載されたGoogleの検索エンジンによるものであったという噂を公表した。後にこの噂はコーポレーションの取締役であるクリストファー・ブリザードが自身のブログ上で否定した。
2006年8月には、マイクロソフトオープンソース研究所のディレクターであるサム・ラムジー(Sam Ramji)がMozillaのニュースグループ上で、ワシントン州レドモンドのマイクロソフト本社にオープンソース関連施設を設立し、マイクロソフトとMozillaの開発者が一対一で対応できる場を設けることを申し出た。これはFirefoxおよびThunderbirdとMicrosoft Windows Vista相互運用性の確保が目的であり、Mozilla側もこれを受け入れた。
2006年9月、マイクロソフトでセキュリティ対策を担当した経験がある、Window Snyderを採用した。
2008年1月7日、ジョン・リリー が 最高経営責任者（CEO）に就任。ミッチェル・ベイカーは、会長兼常勤役員として引き続きその任に当たる。
2014年3月24日、ブレンダン・アイクがCEOに就任したが、2014年4月3日に辞任した。彼が反同性婚活動を支援したことが問題となったためである。これによりコーポレーションは経営危機に陥った。
2014年4月14日、2013年6月にコーポレーションを離れていたクリス・ベアードが復帰し、CEOに就任した。クリス・ベアードは「Mozillaが生き残れないかもしれないという危機感を実際に感じた」という。
2014年12月、これまでFirefoxのデフォルトの検索エンジンで、売り上げの98%を担ってきたGoogleとの契約を一部地域で解消した。
2017年2月3日、Firefox OSの開発を終了。
2017年2月27日、「後で読む」サービスのPocketを買収したことを発表。
2019年10月24日、クリス・ベアードがCEOを辞任。
2019年12月、会長のミッチェル・ベイカーがCEOに就任した。

## 取締役・経営者
コーポレーションの取締役会はファウンデーションにより任命され、ファウンデーションに対して責任を負う。

### 取締役会[19]
- ミッチェル・ベイカー（英語版）- CEO
- ジュリー・ハンナ（英語版）
- カリム・ラカニ（英語版）
- ボブ・リスボン(Bob Lisbonne)

### 経営陣[20]
- ミッチェル・ベイカー（英語版）- CEO
- ダナ・ベネット(Dana Bennett)- SVP
- デイブ・キャンプ(Dave Camp)
- レスリー・グレイ(Leslie Gray)
- エイミー・キーティング(Amy Keating)- CLO
- アダム・セリグマン(Adam Seligman)- COO
- ロキシー・ウェン(Roxi Wen)- CFO
- リンジー・シェパード(Lindsey Shepard) -CMO
- セレーナ・デッケルマン(Selena Deckelmann) -VP
- マット・コイディン(Matt Koidin) -VP、GM
- エリック・レスコラ(Eric Rescorla) -CTO

コーポレーションの設立時には、ファウンデーションから多くの職員が移籍してきた。